# ŠEAL 100
ŠEAL 100（シール100）は、かつてユーゴスラビア（現：ボスニア・ヘルツェゴビナ）の都市・サラエヴォのトロリーバス（サラエヴォ・トロリーバス）で使用されていた車両。ユーゴスラビアを含めた各国の企業の共同生産によって作られ、ブランド名の「ŠEAL」は製造に参加した企業の社名から付けられた。

## 概要
チェコスロバキア（現：チェコ）のシュコダ（Škoda）が車体、同社とスイスのアルスイス（Alusuisse）が電気機器の生産を手掛け、ユーゴスラビア（現：ボスニア・ヘルツェゴビナ）のサラエヴォに本社を置くエネルゴインヴェスト（Energoinvest）の工場で組み立てが実施された。アルミニウム製の車体を含めた基本的な構造はシュコダが展開していた14Trに基づいており、電機子チョッパ制御方式の採用や車体の軽量化により消費電力が既存の車両から30 %削減された。
1987年に試作車1両が製造され、量産車の部品の納入も実施されたが、東欧諸国の民主化やユーゴスラビア紛争の勃発により以降の増備は1997年の2両のみに終わった。以降はサラエヴォ・トロリーバスの各系統で使用されたが、2004年から2006年にかけて全車とも廃車・解体されたため2025年現在は現存しない。